# Jejosephia pusilla
Jejosephia pusilla – gatunek roślin z monotypowego rodzaju Jejosephia z rodziny storczykowatych (Orchidaceae). Endemit występujący tylko w regionie Asam w Indiach.

## Systematyka
Rodzaj sklasyfikowany do podplemienia Agrostophyllinae w plemieniu Vandeae, podrodzina epidendronowe (Epidendroideae), rodzina storczykowate (Orchidaceae), rząd szparagowce (Asparagales) w obrębie roślin jednoliściennych.
Gatunek ten bywa włączany także do rodzaju bulbofylum Bulbophyllum.